# Terminologie
Ne doit pas être confondu avec Nomenclature.
 (septembre 2017).
La forme ressemble trop à un extrait de cours et nécessite une réécriture afin de correspondre aux standards de Wikipédia.
La terminologie est une discipline qui a pour objet l'étude théorique des dénominations des objets ou des concepts utilisés par tel ou tel domaine du savoir, le fonctionnement dans la langue des unités terminologiques, ainsi que les problèmes de traduction, de classement et de documentation qui se posent à leur sujet. On appelle également terminologie l'ensemble des termes, rigoureusement définis, qui sont spécifiques d'une science, d'une technique, d'un domaine particulier de l'activité humaine.
La norme ISO 1087 définit la terminologie comme « l'étude scientifique des notions et des termes en usage dans les langues de spécialité ». On retrouve ici une distinction fondamentale, celle entre notion et terme. Selon Eugen Wüster, l'un des créateurs de la discipline, le terme est une unité à deux faces comportant une dénomination (dans une langue quelconque) faisant référence à une notion (c'est-à-dire une unité d'ordre conceptuel).
La terminologie consiste en l'étude du choix et de l'usage des termes faisant partie des vocabulaires de spécialité, qu'on peut trouver dans tous les domaines de connaissance : informatique, grammaire, linguistique, mathématique, philosophie, médecine, musique… et qui peuvent aussi relever de la langue courante, donc figurer à la fois dans une banque de terminologie, dont se chargent des terminologues, et dans un dictionnaire de langue courante, dont se chargent des lexicographes. Par exemple, le terme table relève à la fois de la terminologie de l'ameublement et de la terminologie de l'informatique.
La terminologie fait l'objet d'un contrôle public dans certains pays francophones.

## Rôle du terminologue
Le travail du terminologue est de repérer, d'analyser et, au besoin, de créer des termes pour répondre au besoin d'expression de l'usager. Son travail de création de mots est de nature sémantique et étymologique. Par opposition, la nomenclature est la codification d'un ensemble de mots propres à un domaine (généralement scientifique) pointu. Cette codification se fait alors plus, selon des critères syntaxiques et de pragmatisme.
Le travail terminologique suppose désormais l'utilisation de l'outil informatique et notamment des logiciels de bases de données. Les informations sur les termes sont référencées dans une fiche terminologique dont il existe plusieurs formes. On retrouve en général dans celle-ci les mêmes types d'informations : terme vedette, informations grammaticales (classe de mots et catégorie, p.ex. nom masculin), définition, source, etc. Le travail terminologique est un travail pointilleux qui suppose le respect absolu des consignes formelles de saisie des données.

## Sens connexes du termeterminologie
- Ensemble des termes particuliers à un auteur, à un penseur, à un courant de pensée. On parle ainsi de terminologie kantienne, sulpicienne, marxiste, ou autre. Elle est alors liée à la dialectique.

- Ensemble des termes, des expressions propres à une région, à un groupe social (c'est le cas d'une terminologie populaire) ou à une discipline (ex: terminologie grammaticale).

- Si l'on admet que toute science est « un ensemble de textes (donc de termes) édités », la terminologie devient une partie de l'épistémologie, l'autre partie étant l'éditologie.

## Contrôle public dans les pays francophones
Dans certains pays francophones, la terminologie est contrôlée par des instances publiques.

### Au Canada
La terminologie au Canada fait l'objet d'un contrôle public depuis une trentaine d'années. L'Office québécois de la langue française publie le site internet du Grand dictionnaire terminologique, établi en deux langues, français et anglais, et donnant, pour chaque terme et dans tous les domaines où il est employé, la définition en français, l'équivalent en anglais, les synonymes, et des commentaires. Au Canada, de gros efforts sont faits pour protéger le français et ne pas laisser l'anglais s'imposer dans tous les domaines. C'est pourquoi toute une série de mesures ont été prises pour l'aménagement linguistique du français (et plus précisément, l'aménagement du code, par opposition à l'aménagement du statut qui vise à préciser le statut et/ou les fonctions d'une langue). Il s'agit d'outiller la langue pour qu'elle puisse être utilisée dans toutes les situations de communication.
L'aménagement linguistique n'est, en réalité, que l'application d'une politique terminologique.
Le Bureau de la Traduction fait également partie des services publics canadiens. Le site met une série d'outils d'aide à la rédaction à disposition du grand public, tels que Termium Plus, la banque de données terminologiques et linguistiques du gouvernement du Canada, le Juridictionnaire et ConjugArt, un Bescherelle en ligne.

### En France
Le décret du 3 juillet 1996 relatif à l'enrichissement de la langue française, qui fait suite à la loi Toubon (1994), a mis en place un dispositif public d'enrichissement de la langue française, qui comporte notamment l'Académie française, la Délégation générale à la langue française et aux langues de France, ainsi qu'une Commission générale de terminologie et de néologie. La loi Toubon fait suite à la loi constitutionnelle de 1992 qui a établi que « La langue de la République est le français ». Le dispositif français se coordonne avec les organisations terminologiques de tous les pays francophones.
Tous les domaines font l'objet d'arrêtés de terminologie publiés au Journal officiel de la République française, qui précisent la définition, le sens, et l'équivalent étranger des termes spécialisés employés dans les textes réglementaires dans les administrations françaises ainsi que dans les services publics. Ces arrêtés sont mis au point par des commissions de terminologie au sein de chaque ministère, coordonnées par la Commission générale de terminologie et de néologie.
Une fois publiés au Journal officiel, les termes sont mis à la disposition du grand public dans le site internet FranceTerme mis en place par le Ministère de la culture.

### Coordination des organismes de terminologie de la francophonie
Comme le prévoit l’article 1er du décret du 3 juillet 1996 relatif à l'enrichissement de la langue française modifié par le décret du 25 mars 2015, l’élaboration des termes publiés chaque année par la Commission d'enrichissement de la langue française ne s’effectue jamais sans que soient consultés les partenaires francophones, qui interviennent à différents stades du travail terminologique : au sein des collèges d'experts eux-mêmes ou lors de l’examen des listes à la Commission d'enrichissement, pour laquelle une ultime consultation des partenaires québécois et canadiens est sollicitée.

## Lexique de spécialité
La terminologie et l'ontologie partagent la même notion fondamentale : celle de concept. En terminologie, un terme est la combinaison indissociable d'une dénomination (expression linguistique représentant un mot métier) et d'un concept (parfois appelé notion) qui en représente la signification.